# 2304 Slavia
A 2304 Slavia (ideiglenes jelöléssel 1979 KB) a Naprendszer kisbolygóövében található aszteroida. Antonín Mrkos fedezte fel 1979. május 18-án.